# Hiroshi Hase

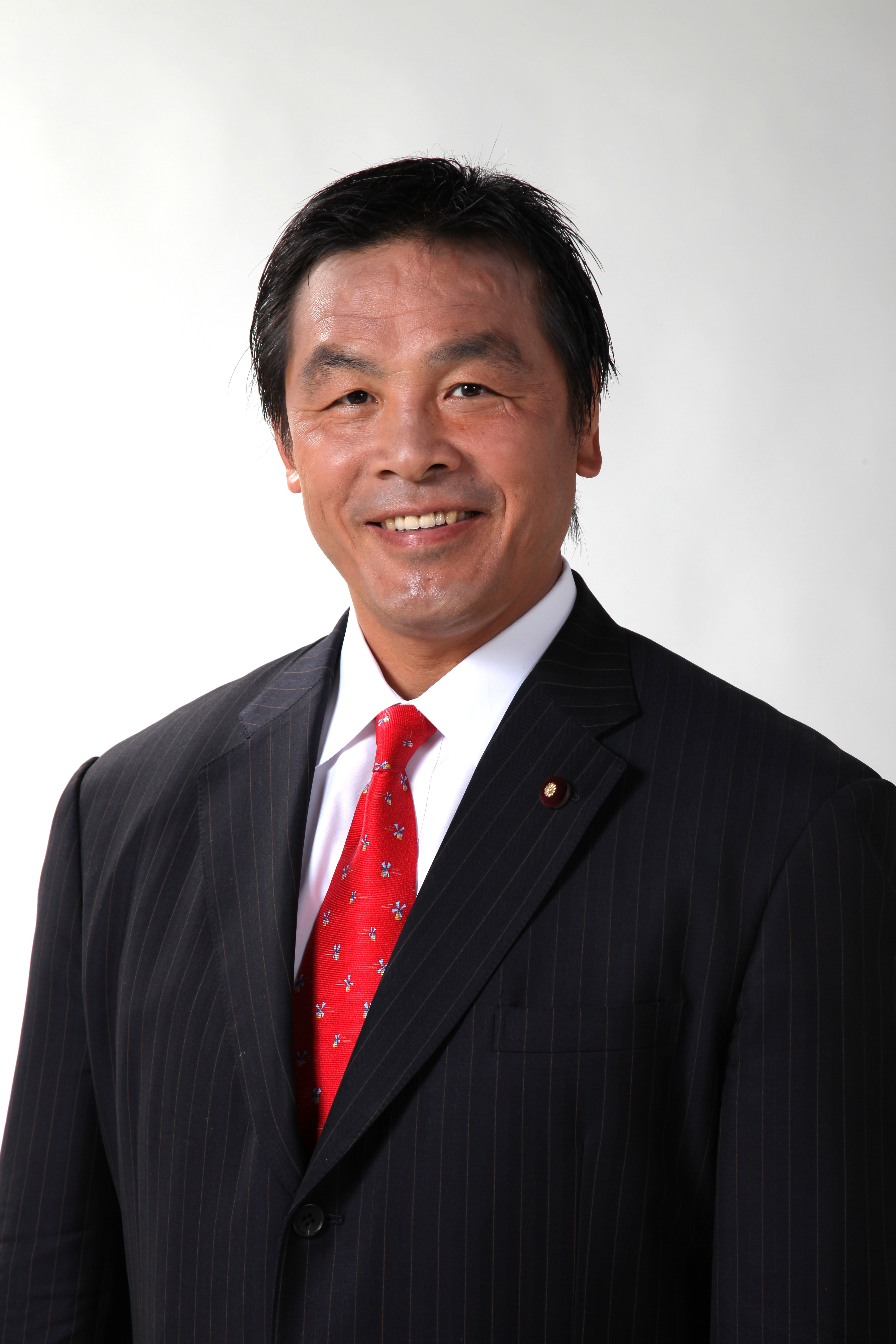
Hiroshi Hase

Hiroshi Hase (jap. 馳 浩 Hase Hiroshi; * 5. Mai 1961 im Kreis West-Tonami (heute Stadt Oyabe), Präfektur Toyama) ist ein japanischer Politiker und seit März 2022 Gouverneur von Ishikawa. Der ehemalige Ringer und Profiwrestler war von 1995 bis 2021 aus Ishikawa Mitglied beider Kammern des Nationalparlaments und von 2015 bis 2016 Kultus- und Wissenschaftsminister im dritten Kabinett Abe.

## Leben

### Ausbildung und sportliche Karriere
Hase, der ab dem dritten Jahr der Grundschule in Kanazawa aufwuchs, besuchte später die private Seiryō-Oberschule in Kanazawa und begann dort mit dem Ringen. Er schloss sein anschließendes Studium an der Senshū-Universität 1984 ab und wurde Japanischlehrer an der Seiryō-Oberschule. 

### Ringen
1984 war Hiroshi Hase Teilnehmer der Olympischen Spiele in Los Angeles im griechisch-römischen Ringen im Halbschwergewicht. Er unterlag Jean-François Court in seinem ersten Kampf mit 4:0 und dem späteren Silbermedaillengewinner Ilie Matei mit 13:0 und schied damit aus dem Turnier aus.

### Wrestling-Karriere
Nach der Niederlage bei den Olympischen Spielen wechselte Hiroshi Hase zum Wrestling. Nach seinem Training im NJPW-Dojo startete er zunächst  als Protegé  von Riki Choshu. Er ging anschließend nach Peru. Dort debütierte er  für Carlos Colón Sr.s und Victor Jovicas World Wrestling Council in einem Kampf gegen Miguel Pérez. Außerdem wrestelte er für Stu Harts Stampede Wrestling im kanadischen Calgary, wo er zusammen mit Funmihiro Niikura die Tag-Team-Titel halten durfte. 1987 kehrte er nach Japan zurück, wo er von 1987 bis 1996 der New Japan Pro-Wrestling angehörte. Er durfte 1988 und 1989 den International Wrestling Grand Prix Junior Heavyweight Championship gewinnen und viermal die IWGP Tag-Team-Titel. Außerdem war er einer von acht Titelträgern des WCW International World Heavyweight Championship, der aus einer Zusammenarbeit zwischen World Championship Wrestling (WCW) und NJPW resultierte. Er war der einzige japanische Wrestler, der den Titel halten durfte. Weitere Titelträger waren Rick Rude, Sting und Ric Flair.
1990 hatte er eine Nahtoderfahrung, nachdem er nach einer Aktion im Ring das Bewusstsein verlor und notversorgt werden musste.
Während seiner Karriere als Politiker blieb er weiter als Wrestler aktiv. Zwar hatte er ein „Retirement-Match“ gegen Kensuke Sasaki. Doch statt seine Karriere auf Eis zu legen wechselte er zum großen Rivalen All Japan Pro Wrestling (AJPW), nachdem er mitbekam wie bei NJPW ein Schüler nach einem missglückten Manöver verstarb und dies von der Leitung der Promotion zu vertuschen versucht wurde. Auf Grund seiner politischen Karriere wrestlete er aber nur noch unregelmäßig. Sein endgültig letztes Match hatte er am 27. August 2006 bei einer Veranstaltung von AJPW, bei dem  er vom japanischen Premierminister Yoshirō Mori verabschiedet wurde. 2006 wurde er in die Hall of Fame des Wrestling Observer aufgenommen. Vom Juli 2007 bis 2013 war er dritter Vorsitzender der Pro Wrestling Federation (PWF).
Er gilt als Erfinder des Northern Lights Suplex, der auch sein Finishing Move war.

### Politik
Zur Senatswahl 1995 wechselte Hase in die Politik: Er kandidierte parteilos mit LDP-Unterstützung in Ishikawa, setzte sich mit 49,3 % der Stimmen gegen Amtsinhaber Takashi Awamori (Demokratischer Reformbund; 43,3 %) durch und trat anschließend der LDP bei. Zur Abgeordnetenhauswahl 2000 wechselte er ins Unterhaus, wo er seither im 1. Wahlkreis Ishikawa kandidiert, der die Stadt Kanazawa umfasst. Diesen gewann Hase zunächst gegen den demokratischen Amtsinhaber Ken Okuda und erneut 2005, 2012 und 2014; 2003 und 2009 unterlag er Okuda, gewann aber jeweils einen Sitz bei der Verhältniswahl im elf Sitze starken Block Hokuriku-Shin’etsu. Von 2003 bis 2004 (Kabinett Koizumi II) war er parlamentarischer Staatssekretär im Kultus- und Wissenschaftsministerium, von 2005 bis 2006 (Kabinett Koizumi III) Vizeminister im gleichen Ministerium. 2005 übernahm er erstmals den Vorsitz des LDP-Präfekturverbands Ishikawa, den er zunächst bis 2007 und später erneut 2009–2010 und 2013–2015 führte, und war in der nationalen LDP unter anderem Vizegeneralsekretär (2007–08), Vizevorsitzender des Exekutivrats (2009–10) und Vizevorsitzender des Komitees für Parlamentsangelegenheiten (2010–). Im Oktober 2015 berief ihn Shinzō Abe als Kultus- und Wissenschaftsminister erstmals in ein Kabinett.
Bei der Abgeordnetenhauswahl 2021 trat Hase für eine geplante Kandidatur bei der Gouverneurswahl 2022 nicht mehr an. Bei der nach dem Rückzug des langjährigen Gouverneurs Masanori Tanimoto offenen Wahl setzte sich Hase gegen zwei weitere konservative Mitbewerber, den ehemaligen Senator Shūji Yamada und den ehemaligen Bürgermeister von Kanazawa Yukiyoshi Yamano, und zwei weitere Kandidaten durch.

## Wrestlingtitel
Stampede Wrestling
- Stampede International Tag Team Championship (1× mit Fumihiro Niikura)

New Japan Pro-Wrestling
- IWGP Junior Heavyweight Championship (2×)
- IWGP Tag Team Championship mit Kensuke Sasaki (2×) und Keiji Mutoh (2×)
- WCW International World Heavyweight Championship (1×)